# Écuelles (Saône-et-Loire)
Écuelles é uma comuna francesa na região administrativa de Borgonha-Franco-Condado, no departamento Saône-et-Loire. Estende-se por uma área de 9,76 km². Em 2010 a comuna tinha 273 habitantes (densidade: 28 hab./km²).